# 1979年の台風
1979年の台風（1979ねんのたいふう、太平洋北西部で発生した熱帯低気圧）のデータ。台風の発生数は24個であった。
日本では終戦直後の1947年から、1953年の台風2号（ジュディ台風）まで、台風の国際名としてアメリカ式の英語名を採用していたが、当時のアメリカでは女性名のみを使っていたので、日本での台風の命名もすべて女性名であった（カスリーン台風、ジェーン台風など）。しかし、この命名法は男女同権に反しており性差別につながるなどとして、世界気象機関 (WMO) から改善の要求があり、この年からは男性名・女性名を交互につける方法に改められ、この年の台風1号まで女性名のみの表が使われていたものが、台風2号からは男性名を含んだ表に改められた。そして、この年の台風3号（セシル）は、初の男性名台風となった。
台風1号は早くも1月2日に発生。1951年の統計開始以来、当時としては最も早い日時の台風発生となり、現在でも2019年の台風1号に次ぐ史上2番目の早さとなっている。
10月の台風20号は、海上において史上世界で最も低い中心気圧となる870hPaを記録し、その後日本列島を縦断して全国的に影響を及ぼした。
日本に接近した台風の数は7個と比較的少なかったが、うち前述の台風20号を含む3個（平年並み）が本土に上陸した。

## 台風の日本接近数
| 接近数が多い年 | 接近数が多い年                                   | 接近数が多い年 | 接近数が少ない年 | 接近数が少ない年                          | 接近数が少ない年 |
| 順位           | 年                                               | 接近数         | 順位             | 年                                        | 接近数           |
| -------------- | ------------------------------------------------ | -------------- | ---------------- | ----------------------------------------- | ---------------- |
| 1              | 2004年 1966年 1960年                             | 19             | 1                | 1973年                                    | 4                |
| 4              | 2012年                                           | 17             | 2                | 1995年                                    | 5                |
| 5              | 2018年 1955年                                    | 16             | 3                | 1977年                                    | 6                |
| 7              | 2019年 2000年 1997年 1994年 1965年 1961年 1958年 | 15             | 4                | 2020年 2010年 1983年 1979年               | 7                |
|                |                                                  |                | 8                | 2017年 2009年 1998年 1969年 1964年 1951年 | 8                |

## 月別の台風発生数
| 1月 | 2月 | 3月 | 4月 | 5月 | 6月 | 7月 | 8月 | 9月 | 10月 | 11月 | 12月 | 年間 |
| --- | --- | --- | --- | --- | --- | --- | --- | --- | ---- | ---- | ---- | ---- |
| 1   |     | 1   | 1   | 2   |     | 4   | 2   | 6   | 3    | 2    | 2    | 24   |

## 「台風」に分類されている熱帯低気圧

### 台風1号（アリス）
197901・01W
| 順位 | 名称              | 国際名  | 発生日時          |
| ---- | ----------------- | ------- | ----------------- |
| 1    | 平成31年台風第1号 | Pabuk   | 2019年1月1日 15時 |
| 2    | 昭和54年台風第1号 | Alice   | 1979年1月2日 9時  |
| 3    | 昭和30年台風第1号 | Violet  | 1955年1月2日 15時 |
| 4    | 平成30年台風第1号 | Bolaven | 2018年1月3日 9時  |
| 5    | 昭和32年台風第1号 | ‐       | 1957年1月3日 15時 |
| 6    | 平成25年台風第1号 | Sonamu  | 2013年1月3日 21時 |
| 7    | 昭和60年台風第1号 | Fabian  | 1985年1月5日 21時 |
| 8    | 昭和47年台風第1号 | Kit     | 1972年1月6日 9時  |
| 8    | 平成4年台風第1号  | Axel    | 1992年1月6日 9時  |
| 10   | 昭和60年台風第2号 | Elsie   | 1985年1月7日 15時 |

### 台風2号（ベス）
197902・02W・オウリング

### 台風3号（セシル）
197903・03W・ベベン

### 台風4号（ドット）
197904・04W・カリン

### 台風5号（05W）
197905・ディディン

### 台風6号（エリス）
197906・06W・イタン

### 台風7号（フェイ）
197907・07W・ジェニン

### 台風8号（ゴードン）
197908・10W・ヘルミン

### 台風9号（ホープ）
197909・09W・アイシン

### 台風10号（アーヴィング）
197910・12W・マメン

### 台風11号（ジュディ）
197911・13W・ネネン

### 台風12号（ケン）
197912・15W・オニアン

### 台風13号（ローラ）
197913・16W

### 台風14号（マック）
197914・17W・ペパン

### 台風15号（ナンシー）
197915・18W

### 台風16号（オーウェン）
197916・19W・ロシン

### 台風17号（パメラ）
197917・20W

### 台風18号（ロジャー）
197918・22W・シサン

### 台風19号（サラ）
197919・21W・トライニング-ウリン

### 台風20号（チップ）
197920・23W・ウォーリン

### 台風21号（ヴェラ）
197921・24W・ヤヤン

### 台風22号（ウェイン）
197922・25W・アディン

### 台風23号（アビー）
197923・27W・バラン

### 台風24号（ベン）
197924・28W・クリシング

台風24号としては、統計史上最も遅い日時に発生した。